# Europavej E22
E22 er en europavej der begynder i Holyhead i Wales, Storbritannien og ender i Ishim i Rusland med en samlet længde på omkring 5.320 kilometer. Undervejs går den blandt andet gennem: Chester, Warrington, Manchester, Leeds, Doncaster og Immingham i England ...(tidligere via færge)... Amsterdam og Groningen i Holland; Oldenburg, Bremen, Hamborg, Lübeck, Rostock, Stralsund og Sassnitz i Tyskland ...(tidligere via færge)... Trelleborg, Malmø, Kalmar og Norrköping i Sverige ...(ingen direkte forbindelse)... Ventspils, Riga og Rēzekne i Letland; Velikije Luki, Moskva, Vladimir, Nizjnij Novgorod, Kazan, Jelabuga, Perm, Jekaterinburg og Tjumen i Rusland.